# Dominici (cràter)
Dominici és un cràter d'impacte en el planeta Mercuri de 20 km de diàmetre. Porta el nom de l'escultora i pintora maltesa Maria de Dominici (1645-1703), i el seu nom va ser aprovat per la Unió Astronòmica Internacional el 2010.
Els raigs lluminosos de Dominici indiquen que és relativament jove, i els raigs joves apareixen de color blau clar en imatges en color millorades. Dominici també té material brillant en el seu sòl i està envoltat per material ejectat del cràter, el material que apareix de color taronja en les imatges en color millorades.
Aquestes diferències de color, com en els voltants del cràter Titian, suggereixen que el material del cràter d'impacte ha sigut excavat des de sota de la superfície de Mercuri, que difereix en composició de la superfície circumdant.
Dominici es troba dins d'una estructura d'impacte molt més gran, la conca Homer.